# Coppa del Re 2021 (pallacanestro maschile)
La Coppa del Re 2021 è l'85ª Coppa del Re di pallacanestro maschile.

## Squadre
Le squadre qualificate sono le prime sette classificate al termine del girone di andata della Liga ACB 2020-2021, più il Real Madrid che partecipa come squadra ospitante. 
1. Real Madrid
2. Barcelona
3. Iberostar Tenerife
4. TD Systems Baskonia

1. Hereda San Pablo Burgos
2. Valencia Basket
3. Joventut Badalona
4. Unicaja Málaga

## Tabellone
|  | Quarti di finale  | Quarti di finale  | Quarti di finale  |                   |             | Semifinale  | Semifinale | Semifinale |  |  | Finale | Finale | Finale |  |
|  |                   |                   |                   |                   |             |             |            |            |  |  |        |        |        |  |
|  | Real Madrid       | Real Madrid       | 85                |                   |             |             |            |            |  |  |        |        |        |  |
|  | Real Madrid       | Real Madrid       | 85                |                   |             |             |            |            |  |  |        |        |        |  |
|  | Valencia          | Valencia          | 74                |                   |             |             |            |            |  |  |        |        |        |  |
|  | Valencia          | Valencia          | 74                |                   | Real Madrid | Real Madrid | 85         |            |  |  |        |        |        |  |
|  |                   |                   |                   |                   | Real Madrid | Real Madrid | 85         |            |  |  |        |        |        |  |
|  |                   |                   | Canarias Tenerife | Canarias Tenerife | 79          |             |            |            |  |  |        |        |        |  |
|  | Canarias Tenerife | Canarias Tenerife | Canarias Tenerife | Canarias Tenerife | 79          | 87          |            |            |  |  |        |        |        |  |
|  | Canarias Tenerife | Canarias Tenerife |                   |                   |             |             |            |            |  |  |        |        |        |  |
|  | S.P. Burgos       | S.P. Burgos       | 76                |                   |             |             |            |            |  |  |        |        |        |  |
|  | S.P. Burgos       | S.P. Burgos       | 76                |                   | Real Madrid | Real Madrid | 73         |            |  |  |        |        |        |  |
|  |                   |                   |                   |                   |             |             |            |            |  |  |        |        |        |  |
|  |                   |                   | Barcellona        | Barcellona        | 88          |             |            |            |  |  |        |        |        |  |
|  | Barcellona        | Barcellona        | Barcellona        | Barcellona        | 88          | 103         |            |            |  |  |        |        |        |  |
|  | Barcellona        | Barcellona        |                   |                   |             |             |            |            |  |  |        |        |        |  |
|  | Málaga            | Málaga            | 93                |                   |             |             |            |            |  |  |        |        |        |  |
|  | Málaga            | Málaga            | 93                |                   | Barcellona  | Barcellona  | 77         |            |  |  |        |        |        |  |
|  |                   |                   |                   |                   | Barcellona  | Barcellona  | 77         |            |  |  |        |        |        |  |
|  |                   |                   | Saski Baskonia    | Saski Baskonia    | 68          |             |            |            |  |  |        |        |        |  |
|  | Saski Baskonia    | Saski Baskonia    | Saski Baskonia    | Saski Baskonia    | 68          | 96          |            |            |  |  |        |        |        |  |
|  | Saski Baskonia    | Saski Baskonia    |                   |                   |             |             |            |            |  |  |        |        |        |  |
|  | Joventut Badalona | Joventut Badalona | 87                |                   |             |             |            |            |  |  |        |        |        |  |

## Quarti di finale
| Arbitri: | Juan Carlos García Óscar Perea Arnau Padrós |

|                     |            |                |
| Fitipaldo, Salin 18 | Punti      | 12 Rivero      |
| Fitipaldo 6         | Assist     | 7 Cook         |
| Sulejmanović 8      | Rimbalzi   | 7 Rabaseda     |
| Txus Vidorreta      | Allenatori | Joan Peñarroya |

| Arbitri: | Daniel Hierrezuelo Jordi Aliaga Luis Miguel Castillo |

|                    |            |                       |
| Deck, Thompkins 23 | Punti      | 16 Van Rossom         |
| Alocén 7           | Assist     | 3 Kalinić, Van Rossom |
| Deck 6             | Rimbalzi   | 7 Labeyrie            |
| Pablo Laso         | Allenatori | Jaume Ponsarnau       |

| Arbitri: | Carlos Peruga Antonio Conde Jorge Martínez |

|                         |            |                |
| Giedraitis, Polonara 19 | Punti      | 18 Brodziansky |
| Henry 8                 | Assist     | 7 Bassas       |
| Polonara 7              | Rimbalzi   | 11 Tomić       |
| Duško Ivanović          | Allenatori | Carles Durán   |

| Arbitri: | Emilio Pérez Carlos Cortés Sergio Manuel |

|                      |            |                    |
| Higgins 22           | Punti      | 33 Brizuela        |
| Calathes 5           | Assist     | 5 Waczyński        |
| Calathes 5           | Rimbalzi   | 7 Suárez, Thompson |
| Šarūnas Jasikevičius | Allenatori | Fōtīs Katsikarīs   |

## Semifinali
| Arbitri: | Carlos Peruga Óscar Perea Arnau Padrós |

|                  |            |                      |
| Causeur, Deck 18 | Punti      | 22 Huertas           |
| Llull 5          | Assist     | 5 Fitipaldo, Huertas |
| Tavares 15       | Rimbalzi   | 6 Sulejmanović       |
| Pablo Laso       | Allenatori | Txus Vidorreta       |

| Arbitri: | Daniel Hierrezuelo Antonio Conde Rafael Serrano |

|                      |            |                |
| Mirotić 16           | Punti      | 19 Henry       |
| Calathes 8           | Assist     | 4 Vildoza      |
| Kuric 7              | Rimbalzi   | 8 Polonara     |
| Šarūnas Jasikevičius | Allenatori | Duško Ivanović |

## Finale
| Arbitri: | Daniel Hierrezuelo Carlos Peruga Antonio Conde |

| |            | |
| Tavares 17 | Punti      | 20 Higgins |
| Alocén 3 | Assist     | 9 Calathes |
| Tavares 9 | Rimbalzi   | 8 Davies |
| 1 Causeur• 6 Abalde• 14 Deck• 23 Llull• 33 Thompkins 7 Tyus• 8 Laprovíttola• 9 Reyes• 12 Alocén• 16 Garuba• 20 Carroll• 22 Tavares | Formazioni | 8 Hanga• 14 Pustovyj• 22 Higgins• 33 Mirotić• 99 Calathes 0 Davies• 2 Westermann• 9 Bolmaro• 10 Šmits• 18 Oriola• 21 Abrines• 24 Kuric |
| Pablo Laso | Allenatori | Šarūnas Jasikevičius |